# 万家镇 (达州市)
万家镇，是中华人民共和国四川省达州市达川区下辖的一个乡镇级行政单位。2019年12月，撤销黄都乡，将其所属行政区域划归万家镇管辖。

## 行政区划
万家镇下辖以下地区：
街道社区、普乐村、迎风村、高峰村、南垭村、永兴村、三星村、五洞村、保卫村、兴安村、八角村、蔡坝村、碗厂沟村、双桥村、黄家沟村、凉风村、樊家村和向阳村。